# Mitrodetus microglossa
Mitrodetus microglossa är en tvåvingeart som beskrevs av Seguy 1951. Mitrodetus microglossa ingår i släktet Mitrodetus och familjen Mydidae. Inga underarter finns listade i Catalogue of Life.